# Горный ара
Горный ара (лат. Primolius couloni) — вид птиц из семейства попугаевых.

## Внешний вид
Размер тела 40—42 см; вес 250—350 г. Окраска оперения зелёного цвета. Голова и крылья синие, хвост красно-коричневый с голубым концом. Неоперённая зона чёрная, лапы телесного цвета. Радужка жёлтая. Клюв чёрный, кончик белый. Самка идентична самцу.

## Распространение
Обитает на востоке Перу, в Западной Бразилии и Северной Боливии.

## Образ жизни
Населяет преимущественно дождевые леса до высоты 1300 м над уровнем моря. Во внегнездовой период держится мелкими стаями. Питается орехами, плодами. Продолжительность жизни 30—40 лет.

## Размножение
В кладке 3—4 яйца. Насиживание длится 24—26 дней. Птенцы находятся в гнезде 90 дней.